# Loma del Fresno
Loma del Fresno är en ort i Mexiko, tillhörande kommunen Acambay de Ruíz Castañeda i den västra delen av delstaten Mexiko, i den centrala delen av landet. Orten hade 285 invånare vid folkräkningen 2010.